# Altes Museum

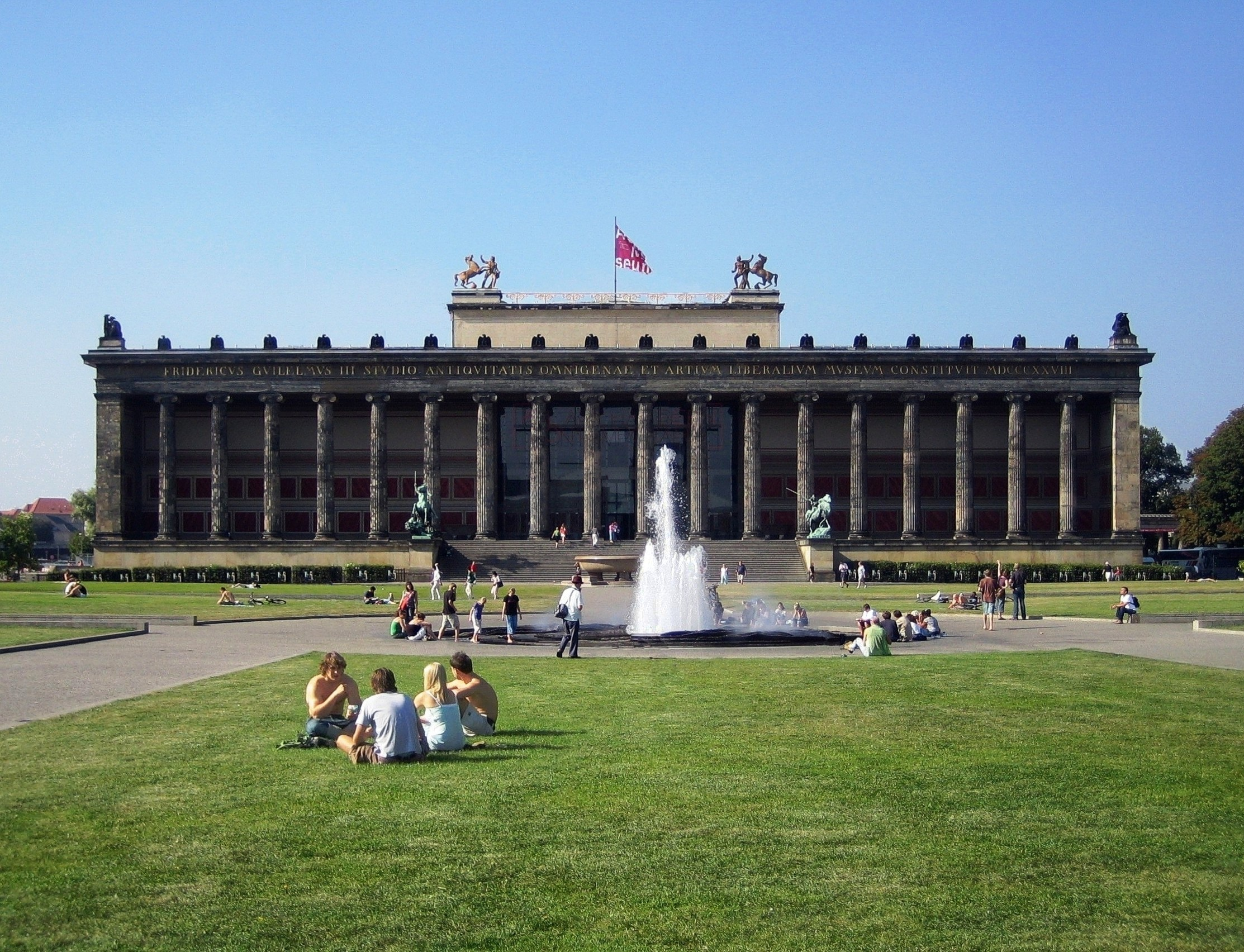
Altes Museum i Berlin

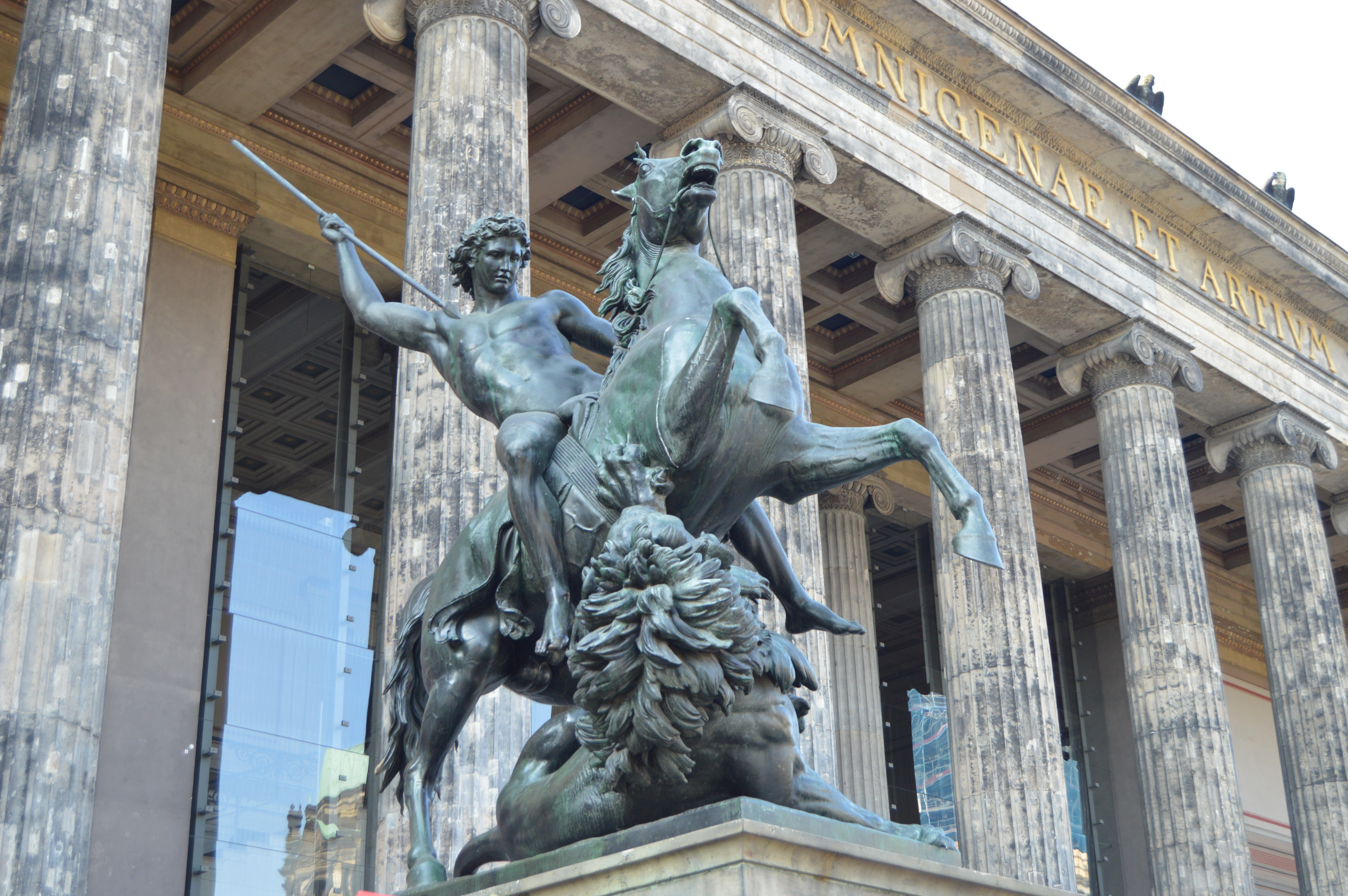
Staty vid ingången som föreställer en krigare i strid med ett lejon

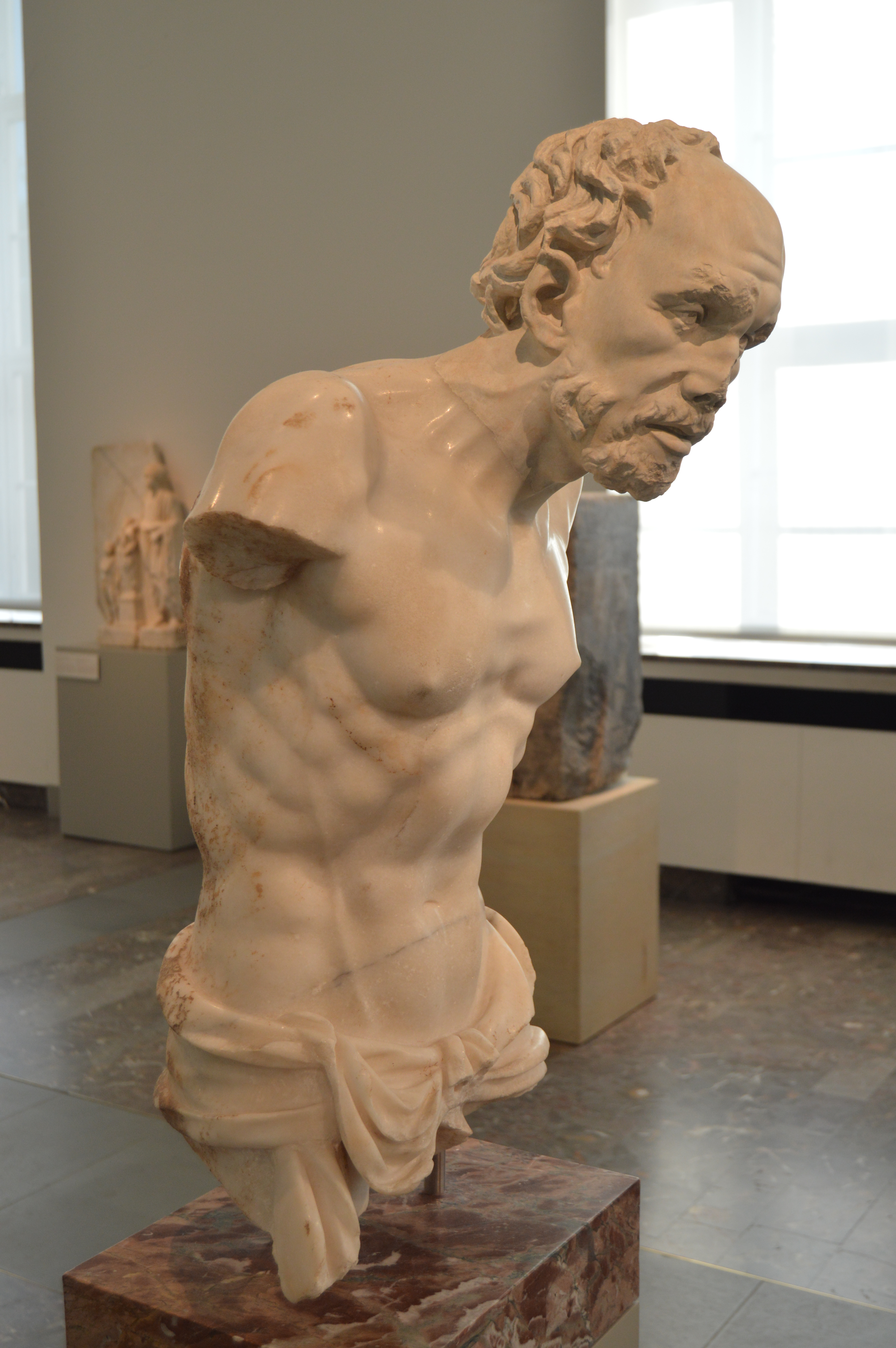
Skulptur av en gammal fiskare som visas på museet, en romersk kopia av ett grekiskt original

Altes Museum (fram till 1845 Königliches Museum) är en museibyggnad i Berlin som byggdes mellan 1825 och 1828 efter ritningar av Karl Friedrich Schinkel i klassicistisk stil. Museet och fyra andra museer på Museumsinsel listas sedan 1999 i Unescos världsarvslista. I museet visas huvudsakligen antika föremål.
Museibygget initierades av kungen Fredrik Vilhelm III av Preussen. Byggnaden står på en sockel och har två våningar. Huset är 87 meter långt och 55 meter brett. Förhallens avslut mot Lustgarten består av 18 joniska kolonner. På tvärbalken över varje pelare finns en örn av sandsten. Tvärbalkens framsida visar följande skrift: FRIDERICVS GVILHELMVS III. STVDIO ANTIQVITATIS OMNIGENAE ET ARTIVM LIBERALIVM MVSEVM CONSTITVIT MDCCCXXVIII (Fredrik Vilhelm III stiftade museet 1828 för studiet av antiken och av de fria konsterna).
Trappan upp till ingången kantas av ryttarstatyer föreställande en amason i strid med en panter (till höger) och en krigare i strid med ett lejon (till vänster). I museets centrum finns ett runt rum som sträcker sig över bägge våningar. Vid väggarna står 20 korintiska kolonner med antika statyer mellan sig. Rummet eftersträvar Pantheon i Rom och täcks liksom denna byggnad av ett kupolvalv. Alla övriga rum är grupperade kring det runda rummet.